# Paradiso - Canto terzo

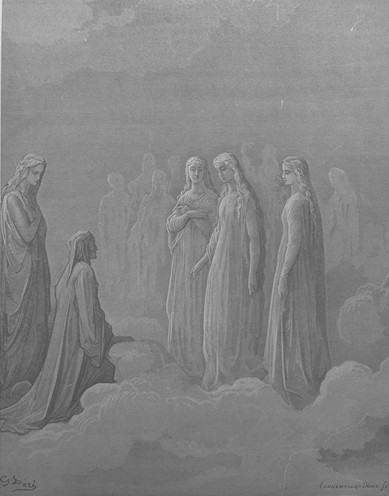
Piccarda, illustrazione di Gustave Doré

Il canto terzo del Paradiso di Dante Alighieri si svolge nel cielo della Luna, dove risiedono le anime di coloro che mancarono di mantenere i voti presi; siamo nel pomeriggio del 13 aprile 1300, o secondo altri commentatori del 30 marzo 1300.

## Incipit
(Anonimo commentatore dantesco del XIV secolo)

## Temi e contenuti

### Prima apparizione dei beati - vv. 1-33
Dante leva il capo per dichiarare a Beatrice di essere stato convinto dalla sua spiegazione sulle macchie lunari, quando appare una visione che attrae tutta la sua attenzione. Sono volti umani dai contorni evanescenti come se fossero riflessi in un vetro pulito o in acqua limpida non troppo profonda, così che i lineamenti si distinguono debolmente come i contorni di una perla su una fronte bianca. Dante, incorrendo nell'errore opposto a quello di Narciso, ritiene che siano appunto immagini riflesse, e si volta per vedere le anime; ma nulla c'è dietro di lui, e si rivolge a Beatrice. Ella sorridendo chiarisce che egli sta vedendo proprio delle anime, assegnate a questo cielo per essere venute meno ai voti pronunciati. Lo invita quindi a parlare con fiducia con esse.

### Piccarda Donati - vv. 34-57
Dante, rivolgendosi all'anima che appare più disposta a parlare, le chiede chi sia e quale sia la condizione sua e delle altre anime. Essa risponde con prontezza, sorridendo, che la loro carità, sull'esempio di quella divina, induce le anime ad accogliere volentieri le giuste richieste. Dice di essere stata, nella vita terrena, una suora, e fa appello alla memoria di Dante che, malgrado la nuova bellezza di lei, potrà riconoscerla come Piccarda, posta con altri beati nel cielo della Luna. Tutte le anime del paradiso, spiega, sono beate in quanto corrispondono all'ordine voluto da Dio; quelle che si trovano qui hanno questa sorte perché non hanno mantenuto fede ai voti pronunciati.

### I gradi della beatitudine - vv. 58-90
Il poeta spiega che nell'aspetto delle anime traluce qualcosa di divino che non gli ha permesso di riconoscerla subito; chiede poi se le anime hanno il desiderio di una condizione superiore. Piccarda spiega che la volontà delle anime è appagata dalla virtù della carità, che fa sì che esse desiderino unicamente ciò che hanno; in caso contrario, vi sarebbe contrasto tra la volontà delle anime e la volontà di Dio, il che è impossibile in paradiso, come Dante può comprendere se riflette correttamente: è essenziale alla beatitudine il conformarsi delle singole volontà al volere di Dio e la disposizione dei beati nei diversi cieli risponde a un giudizio superiore che viene condiviso da tutte le anime. Dio, dunque, è quel "mare" al quale si orienta ogni essere creato da Lui o generato dalla natura. Dante afferma di aver ben compreso che il Paradiso è perfetta beatitudine in ogni sua parte.

### L'inadempienza dei voti - vv. 91-108
Dante esprime ora un nuovo dubbio, relativo al voto lasciato incompiuto da Piccarda (metaforicamente, una tela non finita di tessere). Ella racconta di essere entrata giovanissima nell'ordine fondato da Santa Chiara, impegnandosi alla fedeltà fino alla morte. Il fratello però la tolse a forza dal convento, imponendole una vita diversa, cui si limita ad accennare con sofferenza (v. 108).

### Costanza d'Altavilla - vv. 109-130
Continua Piccarda spiegando che nella stessa condizione si è trovata colei che al suo fianco risplende di luce. Anch'essa fu costretta a tornare alla vita mondana, ma sempre rimase fedele nel cuore al voto pronunciato. È l'anima di Costanza d'Altavilla, sposa dell'imperatore Enrico VI di Svevia e madre di Federico II.
Piccarda a questo punto si allontana cantando Ave, Maria e svanisce come un corpo pesante che affonda in un'acqua cupa. Dante cerca di seguirla il più possibile con lo sguardo, poi si volge a Beatrice, ma questa lo abbaglia con il suo splendore e lo induce a ritardare la sua domanda.

## Analisi
In questo canto Dante incontra per la prima volta anime beate del paradiso. Esse, come tutte quelle che incontrerà in seguito, non hanno la loro dimora eterna nei singoli cieli, bensì nell'Empireo, ma si fanno incontro a Dante, con gesto di carità, nei cieli corrispondenti alla virtù dalla quale sono caratterizzate. Nel cielo della Luna vi sono anime di persone che sulla terra hanno pronunciato i voti religiosi ma non si sono mantenute fedeli ad essi per colpa di altri.

Il volto delle anime è appena riconoscibile, in quanto i lineamenti sono evanescenti (doppia la similitudine usata dal poeta: come visi riflessi su un vetro o nell'acqua, oppure come una perla su una fronte bianca), mentre nei cieli successivi le anime saranno talmente circonfuse di luce che i loro volti saranno nascosti.
Dante si rivolge all'anima il cui atteggiamento appare invitarlo a parlare, e questa sorridendo rivela la propria identità: è una giovane donna fiorentina, della famiglia dei Donati, ben conosciuta da Dante. Si tratta dunque non di una figura di rilievo storico o religioso, bensì di una persona sconosciuta al di fuori del suo ristretto ambiente familiare e cittadino, che esprime un'accoglienza affettuosa e rassicurante.

Accanto a lei vi è un'altra anima, appartenente invece alla sfera delle figure storiche, ovvero Costanza d'Altavilla, moglie e madre di imperatori. La differenza nella condizione terrena è però superata dall'analogia nell'esperienza spirituale, al punto che Piccarda afferma: "Ciò ch'io dico di me, di sé intende" (v.112). Costanza non parla e lascia che Piccarda non solo riassuma la sua storia ma interpreti i suoi sentimenti ("non fu del vel del cor già mai disciolta", v.117) con il linguaggio delicato e allusivo che ha usato parlando di sé.
I motivi autobiografici sono toccati in modo lieve, mentre maggiore spazio è dato al tema più generale di come i beati vivano la loro diversa condizione, ovvero la maggiore o minore vicinanza a Dio. Le parole di Piccarda chiariscono come "ogne dove / in cielo è paradiso" (vv.88-89) dato che il paradiso, ossia la felicità eterna, consiste nel pieno aderire delle volontà dei singoli alla volontà di Dio che è perfettamente giusta. Essa è il "mare" al quale si dirige ogni realtà creata, e in essa si acquieta ogni desiderio ("E 'n la sua volontade è nostra pace", v.85).